# Molí de Sant Joan
El Molí de Sant Joan és un molí del terme municipal de Castellterçol, a la comarca del Moianès.
Està situat al nord de la zona central del terme castellterçolenc, a la dreta del torrent de la Fàbrega, molt a prop i al nord del Polígon industrial El Vapor, al sud-est del Molí Xic.